# Truita d'ous

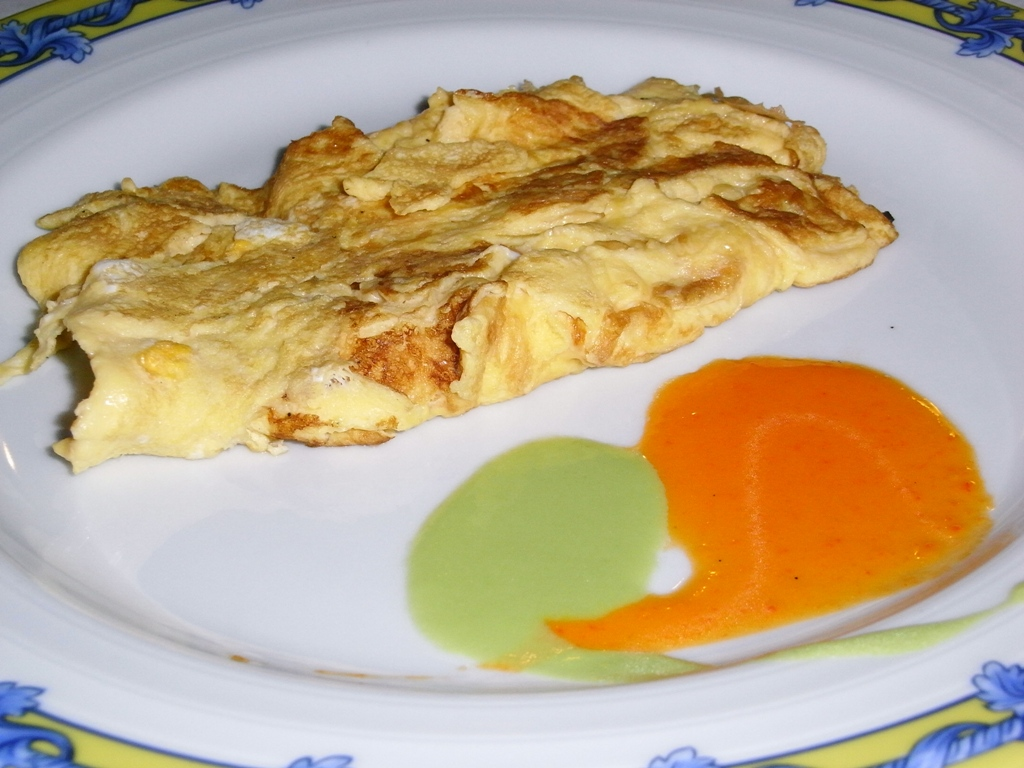
Truita d'ou

Una truita d'ous, truita, truitada, truita caragolada o ous en truita i ous caragolats és un plat que es prepara deixatant (sacsejant) els ous (rovell i clara) i posteriorment fregint amb poc oli el líquid que en resulta. La barreja d'ous batuts amb carns, peixos o vegetals, formant truites, és molt antiga i tradicional arreu de la Mediterrània. No existeix un acord sobre l'origen d'aquest plat tan tradicional i estès a nivell mundial. Amb l'ou com a base per a la seva elaboració, la truita presenta multitud de varietats que acullen tot tipus d'ingredients: verdures, hortalisses i carns, entre molts d'altres. Té un important valor, tant culinari com nutritiu.

## Tipus de truites

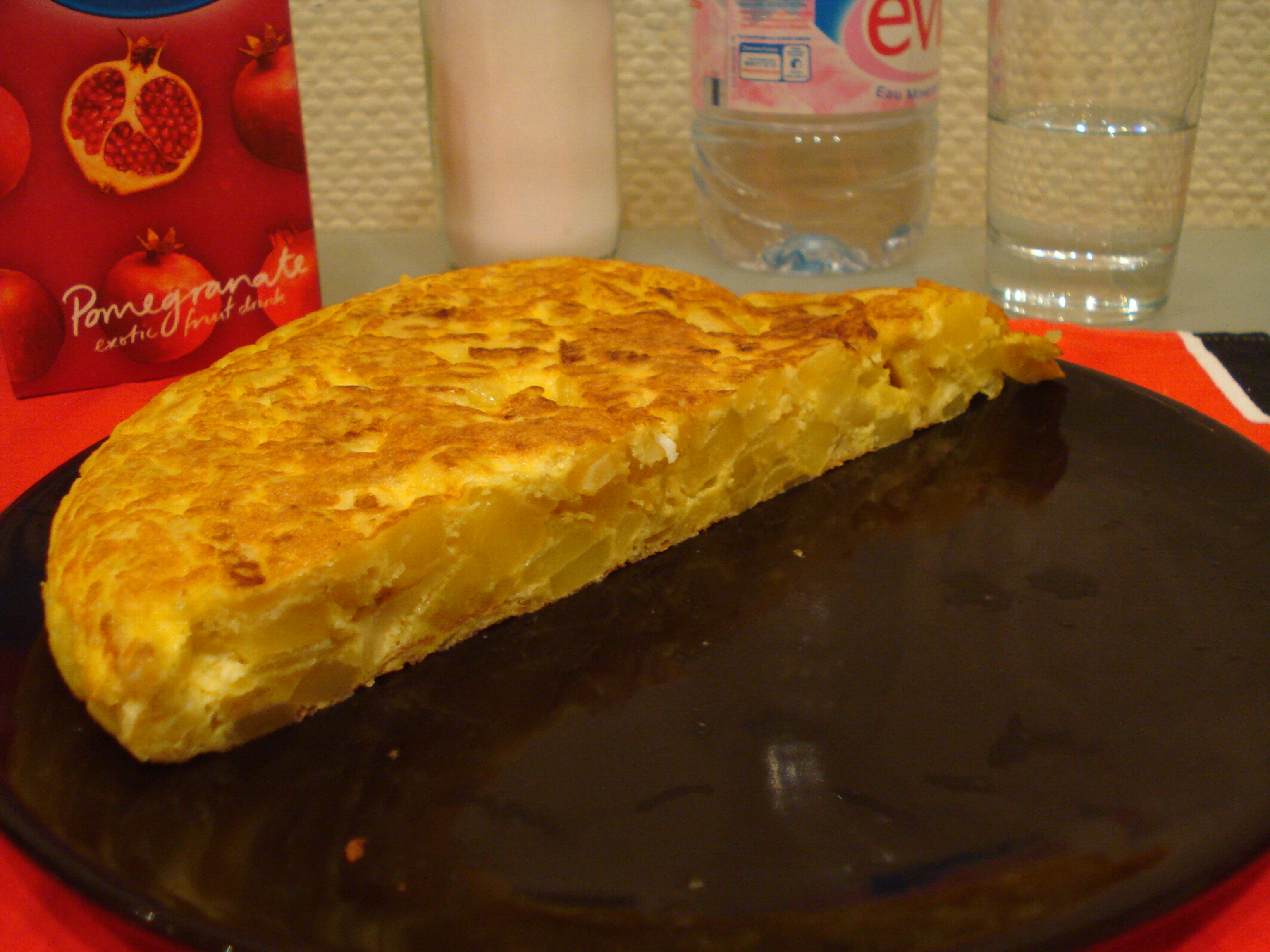
Truita de patates

- Truita d'ous, elaborada solament amb ou. A desgrat del seu malnom en castellà (tortilla francesa) no és únicament d'origen francès. A França se'n solen fer amb molts ous, una per família, que després es talla en porcions. A Catalunya, en canvi, sol ser d'un o dos ous i sempre és individual. Se sol menjar amb pa amb tomàquet o dins d'un entrepà. A la majoria de països es diu truita natural. En català, el nom truita d'ous la diferencia de la truita de riu.
- Truita de patates, elaborada amb una mescla d'ou i patates fregides. Sol portar també ceba fregida. Es fa a la península Ibèrica, illes Balears i Occitània. A Catalunya és molt comú fer-ne versions en les quals les patates o una part de les patates se substitueixen per una altra hortalissa mediterrània de temporada, les més habituals són l'albergínia, el carbassó i les carxofes. A Itàlia aquestes truites de patates i hortalisses també es fan, i reben el nom de frittata.
- Truita de formatge, una variant de la truita simple individual a la qual s'afegeix formatge a l'interior.
- Truita de peix, truita de peix fregit o de galeres, tradicional a les terres de l'Ebre.[3]
- Truita benedictina, de llagosta o llagostins que es menjava, prop de Montserrat (d'on li ve el nom), tant a la quaresma com a grans àpats familiars i que apareix a La Teca (1924). Té variants més econòmiques fetes amb potes de cranc o amb brandada de bacallà.[4]
- Truita d'espinacs. Es prepara amb espinacs prèviament lleugerament bullits o també fregits sols o amb una mica de cansalada. A Catalunya sovint s'hi afegeixen panses i pinyons, i de fet és una truita d'espinacs a la catalana.
- Truita de faves. Es fa amb sobres de faves a la catalana, o amb unes faves ofegades senzilles. És rodona, amb l'aspecte d'una truita de patates.
- Truita de pèsols. Es prepara amb pèsols verds i tendres. Sovint s'afegeixen trossets de pernil.
- La truita d'espàrrecs és molt bona quan es fa amb espàrrecs verds molt prims, tot just després de collir-los.
- Pastís de truita. Plat preparat fregint truites no gaire gruixudes amb diferents ingredients, posant-les amb molta cura una damunt de l'altra i cobrint el tot amb salsa de tomàquet o maionesa.
- Truita paisana. La truita paisana també és típica i tradicional a Catalunya, on de fet és un enriquiment del trinxat. Es trinxen sobres de verdures, patata i cansalada -o pernil o una altra carn- i s'emboliquen en una truita individual a cadascú. Quan els ous han esdevingut barats s'ha començat a utilitzar ja no com a enriquiment sinó per allargar encara més les restes. Es prepara també en altres països, a França, per exemple, amb una barreja de verdures tallades en daus petits.
- Truita de bacallà. Truita feta amb bacallà esqueixat i altres hortalisses fregides, que solen ser ceba picada i de vegades pebrot.
- Entre altres truites populars a Catalunya cal destacar la truita de ceba i la truita d'alls tendres.
- Truita de botifarra o truita de Carnaval. Es prepara amb botifarra blanca ferma tallada en làmines. Es menja típicament el Dijous Gras.
- Truita de tonyina. Es fa amb tonyina de llauna esmicolada. Es poden afegir trossets de pebrot vermell fregit o escalivat i all per millorar el gust.
- Truita de xanguet. Es fa amb xanguets fregits. De vegades hom afegeix all picat a la barreja.
- Truita fines herbes. Truita preparada amb herbes aromàtiques, millor fresques, com julivert, cibulet, cerfull i estragó. Aquestes herbes en particular són conegudes com a fines herbes a la cuina francesa[5] tot i que a Catalunya les fines herbes són les herbes que utilitzem per a condimentar, en general, i per extensió ho són les emprades al país (romaní, farigola, julivert, etc.). La truita d'ous amb herbes és comuna a molts països, amb la diferència que a cadascun s'hi afegeixen les herbes o condiments més habituals de la seva cultura.
- Truita de comí. Truita d'ous sense plegar ni enrotllar, amb sal, pebre i comí, típica al Marroc.
- La frittata de la gastronomia italiana és una mena de truita de verdures i patates.[6]